# Aristostomias polydactylus
Aristostomias polydactylus és una espècie de peix de la família dels estòmids i de l'ordre dels estomiformes.

## Morfologia
- Els mascles poden assolir 22 cm de longitud total.[3]

## Hàbitat
És un peix marí i d'aigües profundes que viu entre 25-1100 m de fondària.

## Distribució geogràfica
Es troba a l'Atlàntic oriental (des del Sàhara Occidental fins al Senegal), l'Atlàntic occidental (des dels Estats Units fins a l'Argentina, incloent-hi el Golf de Mèxic i el Carib), el nord-oest atlàntic (Canadà), l'Índic (5°N-25°S), el Mar de la Xina Meridional, Nova Zelanda i el Pacífic oriental.